# Alphonse Daudet

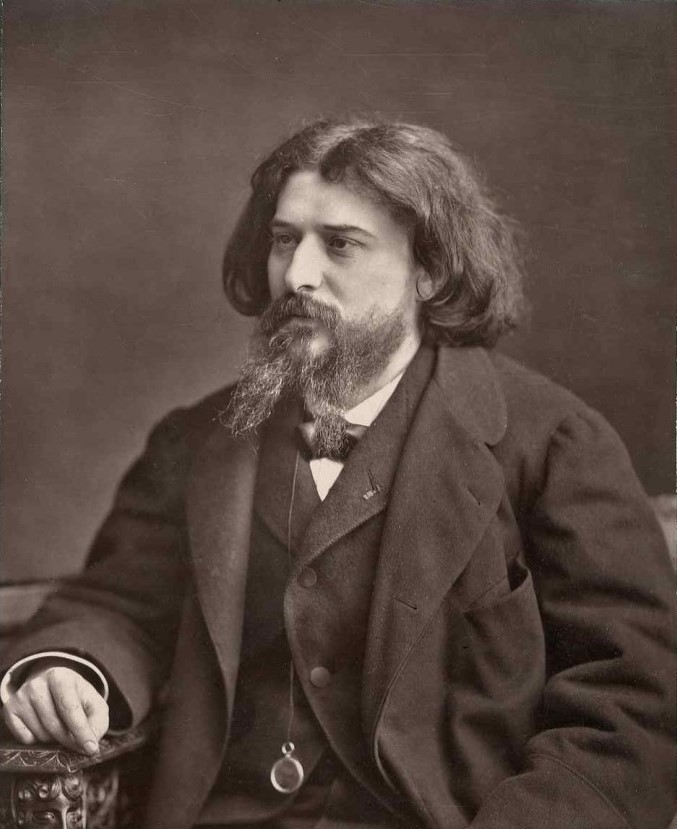
Alphonse Daudet

Alphonse Daudet (* 13. Mai 1840 in Nîmes, Département Gard; † 16. Dezember 1897 in Paris) war ein französischer Schriftsteller, der sich zunächst als Lyriker, dann als Dramatiker und vor allem als Erzähler betätigte. Zu Lebzeiten mit fast seinem gesamten Schaffen erfolgreich, ist er heute noch eine feste Größe in der französischen Literaturgeschichte. Seine bekanntesten Werke sind der humoristische Roman Tartarin de Tarascon (Tartarin von Tarascon), der Sammelband Lettres de mon moulin (deutsch Briefe aus meiner Mühle) und der autobiografische Elemente enthaltende Roman Le Petit Chose: Histoire d’un enfant (deutsch Der kleine Dingsda: Geschichte eines Kindes). Er war der Bruder von Ernest Daudet und der Vater von Léon Daudet, Lucien Daudet (1878–1946) und Edmée Daudet (1886–1937).

## Leben

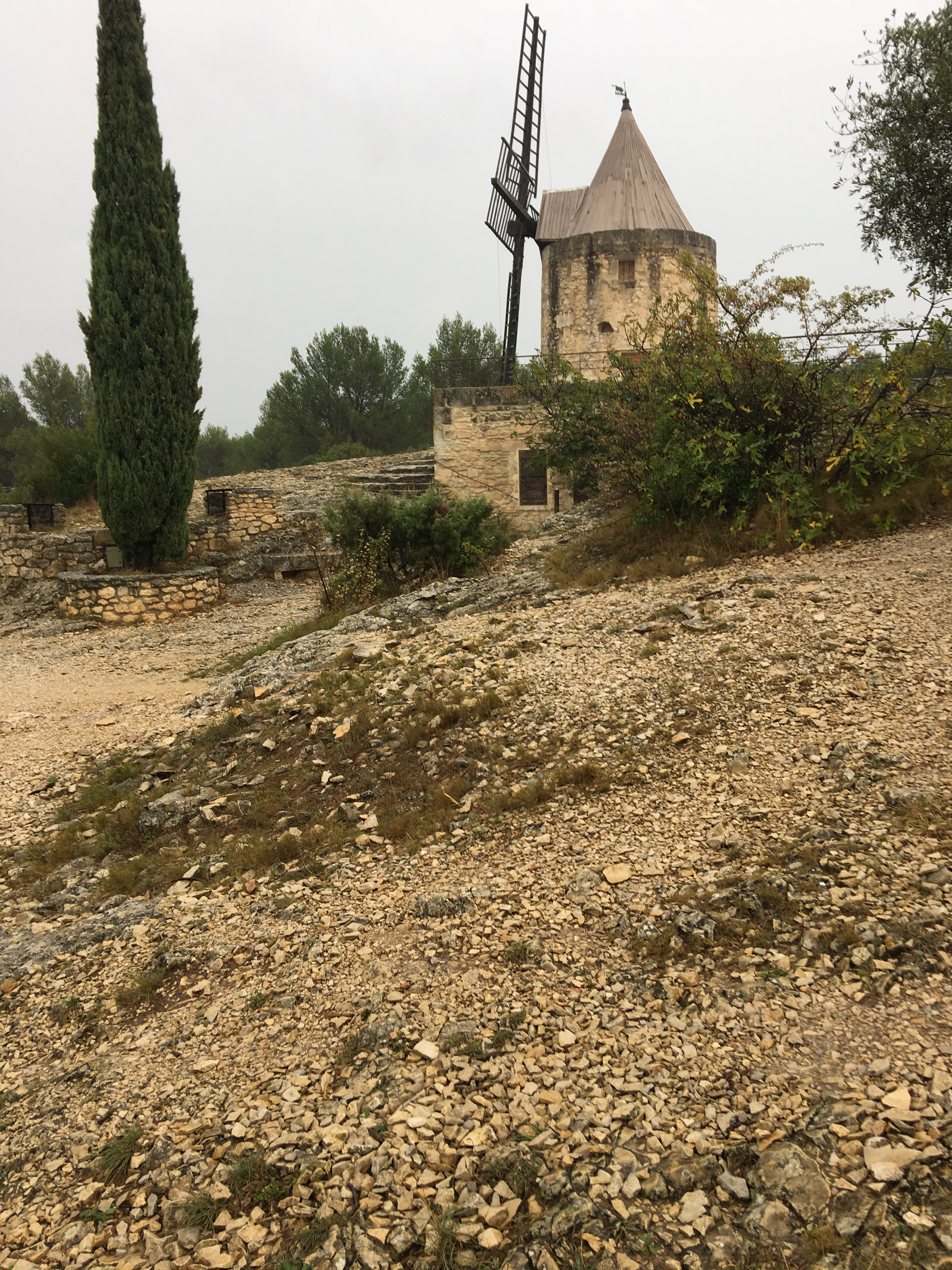
Die als „le Moulin d’Alphonse Daudet“ bekannte Mühle bei Fontvieille (Bouches-du-Rhône), die Daudet jedoch nie bewohnte und auch nicht besaß

### Kindheit und Jugend
Alphonse Daudet war das dritte und letzte Kind des Seidenwarenfabrikanten und -händlers Vincent Daudet und seiner Ehefrau Marie Adélaïde, geborene Reynaud. Seine frühe Kindheit verlebte er, wie in gutsituierten Familien nicht unüblich, bei einer Amme auf dem Lande. Neunjährig verließ er mit seiner Familie seine Geburtsstadt Nîmes und zog nach Lyon, wo sein Vater einen beruflichen Neuanfang versuchte, nachdem seine Firma, vielleicht infolge der Februarrevolution 1848, in Konkurs gegangen war. In Lyon besuchte Daudet das Collège-Lycée Ampère, bis ihn 1856 die finanzielle Not der Familie zwang, die Schule ohne Besuch der beiden Abschlussklassen („Philosophie“) und ohne „baccalauréat“ (Abitur) zu verlassen. Mit 16 Jahren verlor Daudet seinen ältesten Bruder. Insgesamt erlebte er seine Kindheit als wenig glücklich.
Nach dem Abgang vom Lycée war Daudet von Mai bis Oktober 1857 Hilfslehrer („Maître d’études“ oder „pion“) im Collège von Alès. Die Erfahrungen dieser Zeit verarbeitete er später in seinem ersten Roman, Le Petit Chose (Der kleine Dingsda).
Ende 1857 lebte er in Paris bei seinem drei Jahre älteren Bruder, Ernest, der als Journalist arbeitete und 1882 die Geschichte ihrer gemeinsamen Zeit in Mon frère et moi (Mein Bruder und ich) beschrieb. Daudet schloss sich der Pariser Bohème an und infizierte sich mit einer Syphilis, die ihm für den Rest des Lebens zu schaffen machte.

### Erfolge in Paris
In Paris veröffentlichte Daudet 1858 einen schmalen Gedichtband, der wohlwollend aufgenommen wurde. 1859 wurde er freier Mitarbeiter der Zeitung Le Figaro und erarbeitete sich mit Gedichten und Chroniken einen Platz in der Literaturszene. 1859 begegnete er auch dem bekannten provenzalischen Dichter Frédéric Mistral, den er bewunderte. Doch er selbst versuchte nie, auf Provenzalisch zu schreiben.
Im Jahr 1860 erhielt er die Stellung eines Privatsekretärs beim Herzog von Morny, einem Halbbruder Napoleons III. und einflussreichen Politiker. Morny alimentierte ihn bis zu seinem Tod 1865.
Kurz nachdem er zusammen mit einem Kollegen ein erstes Theaterstück, La dernière idole (dt. Das letzte Götzenbild), verfasste, unternahm Daudet im Winter 1861/62 in Begleitung eines älteren Cousins eine dreimonatige Reise durch Algerien. Hier hoffte er sich zu kurieren. Eine völlige Genesung wurde nicht erreicht, doch sammelte er Material für spätere Werke, insbesondere für Tartarin de Tarascon. In seiner Abwesenheit wurde in Paris sein Theaterstück erfolgreich aufgeführt.
Ein Jahr später folgte wieder aus gesundheitlichen Gründen ein mehrmonatiger Aufenthalt auf Korsika (Îles Sanguinaires). Auch dieser verschaffte ihm Stoffe und Themen für weitere Werke. Wiederholte Besuche in seiner südfranzösischen Heimat lieferten ihm Ideen und Anregungen insbesondere für die meist kurzen Erzählungen und Skizzen, die ab 1866 in Zeitschriften und 1869 gesammelt als Lettres de mon moulin (Briefe aus meiner Mühle, dt. 1879) erschienen. Entgegen dem Titel enthält der Sammelband nicht Briefe, sondern Erzählungen, geht aber von der Fiktion aus, die Texte seien in einer alten, von Daudet erworbenen provenzalischen Mühle verfasst und nach Paris geschickt worden.

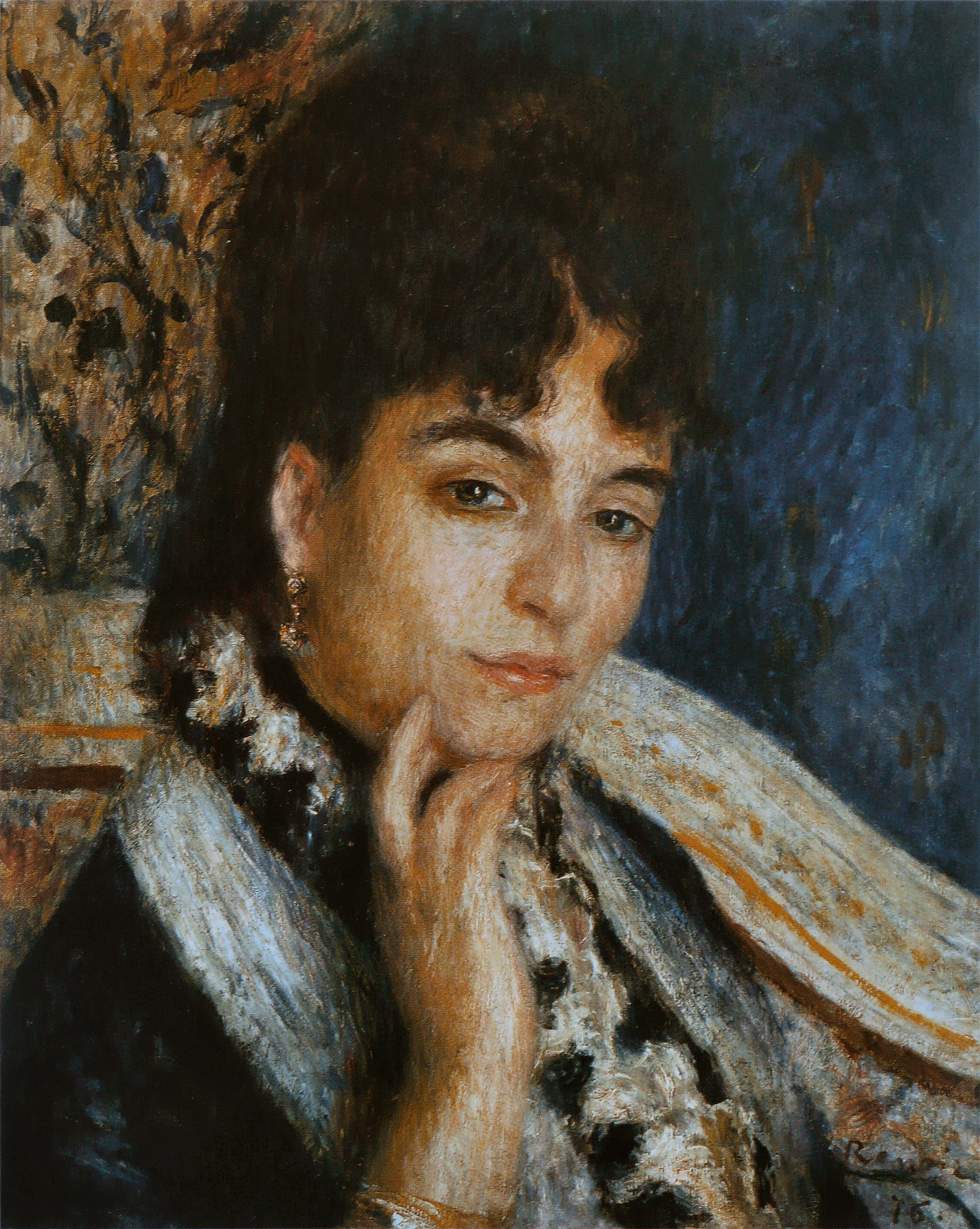
Auguste Renoir: Madame Alphonse Daudet (1876). Öl auf Leinwand, 46 × 38 cm, Musée d’Orsay, Paris.

1867 heiratete Daudet Julia Allard (1844–1940). Die Ehe war glücklich. Seine Frau war selbst literarisch tätig und ist für ihre Impressions de nature et d’art (1879), L’Enfance d’une Parisienne (1883) und einige literarische Studien bekannt, die sie unter dem Pseudonym Karl Steen veröffentlichte.
Ab Ende 1867 im Feuilleton einer Zeitschrift und 1868 in Buchform erschien Le Petit Chose (Der kleine Dingsda, dt. 1877), in dem Daudet seine schwierigen Jugendjahre verarbeitete. 1872 erschienen der Roman Aventures prodigieuses de Tartarin de Tarascon (Die wunderbaren Abenteuer des Tartarin von Tarascon) und das dreiaktige Schauspiel L’Arlésienne, eine Bearbeitung seiner gleichnamigen Erzählung, zu der Georges Bizet die Bühnenmusik schrieb. Sein Roman Fromont jeune et Risler aîné (1874) wurde von der Académie française preisgekrönt. Auch Jack (1876), die Geschichte eines unehelichen Kindes, das Opfer der Selbstsucht seiner Mutter wird, wurde ein großer Erfolg.
Von nun an konzentrierte sich Daudet auf Romane und publizierte weiterhin erfolgreich Le Nabab (dt. Der Nabob) (1878), Les Rois en exil (1879), Numa Roumestan (1881), L’Evangéliste (1883) und Sappho, ein Pariser Sittenbild (1884). Trente ans de Paris, à travers ma Vie et mes Livres (1887) enthält die Entstehungsgeschichten seiner Bücher, und in Souvenirs d’un homme de lettres (1888) breitete er seine Lebenserinnerungen aus. L’Immortel (1888) ist eine satirische Attacke gegen die Académie française, die ihn nie aufnahm. Ab 1889 schrieb Daudet wieder für das Theater. Daneben entstanden weitere Erzählungen, beispielsweise La Belle Nivernaise und die Tartarin-Fortsetzungen Tartarin sur les Alpes (1885) und Port-Tarascon. Dernières Aventures de l’illustre Tartarin (1890).
1886 lieh Daudet Édouard Drumont, dem Gründer der französischen Antisemitenliga, Geld, damit er sein zweibändiges antijüdisches Pamphlet La France Juive vollenden konnte.

### Krankheit und späte Jahre

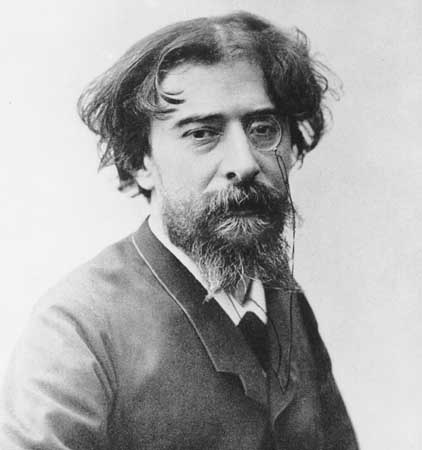
Alphonse Daudet um 1880, Foto von Eugène Pirou (1841–1908); Musée Carnavalet, Paris

Im Jahr 1884 traten die ersten Anzeichen einer Rückenmarkserkrankung auf. Daudet litt zunehmend an Tabes dorsalis, den Spätfolgen seiner Syphilisinfektion. Seine letzten Lebensjahre waren von der zur völligen Paralyse fortschreitenden Krankheit geprägt. In dieser Zeit entstand La Doulou, das erst 1930 veröffentlicht wurde (dt. Im Land der Schmerzen). In dieser Notizensammlung betrachtet Daudet mit schonungslosem Blick seine Krankheit und die damit einhergehenden Veränderungen seiner Person und seiner Umgebung. „In meinem […] Knochengerüst hallt der Schmerz wie die Stimme in einer Wohnung ohne Möbel und Vorhänge.“ Bereits auf einen Rollstuhl angewiesen, unterstützte er junge Schriftsteller und schrieb noch einige Werke. 
Daudet starb am 16. Dezember 1897 zur Zeit der Dreyfus-Affäre, in der er sich trotz seiner Freundschaft zu Émile Zola, der Dreyfus unterstützte, gegen diesen stellte. Daudet wurde auf dem Friedhof Père-Lachaise (26. Division) in Paris beerdigt; Zola hielt die Totenrede.

## Literarische Bedeutung
Daudets Ruhm begründeten seine Romane. Seine heutige Bekanntheit beruht vor allem auf seinen Jugendwerken, den Briefen aus meiner Mühle (meist mit dem französischen Originaltitel „Lettres de mon moulin“ zitiert) und Tartarin von Tarascon. Daudet bekannte, er erfinde wenig, er schreibe alles nach der Natur.
Seine Erfahrungen, sein Milieu, die Männer, mit denen er bekannt war, Personen, die eine Rolle im Pariser Leben spielten, alle wurden in seine Kunst eingearbeitet. Von großer Bedeutung für seine Entwicklung war die Freundschaft zu Frédéric Mistral und damit verbunden seine Hinwendung zu Stoffen seiner provenzalischen Heimat. Daudet war auch ein enger Freund von Edmond de Goncourt, der in seinem Haus starb, Gustave Flaubert und Émile Zola, der ihn einen „charmeur“ nannte.
Daudets Stil gilt als realistisch-impressionistisch, doch entzieht sich sein Werk einer endgültigen Einordnung in die künstlerischen Strömungen seiner Zeit, ob Naturalismus, Realismus oder Impressionismus. Daudet verwahrte sich auch gegen den Vergleich mit Charles Dickens, den er sehr schätzte. „Daudet war Individualist und behauptete sich so bis an sein Ende“, heißt es im Nachwort einer seiner Bücher.

## Andenken

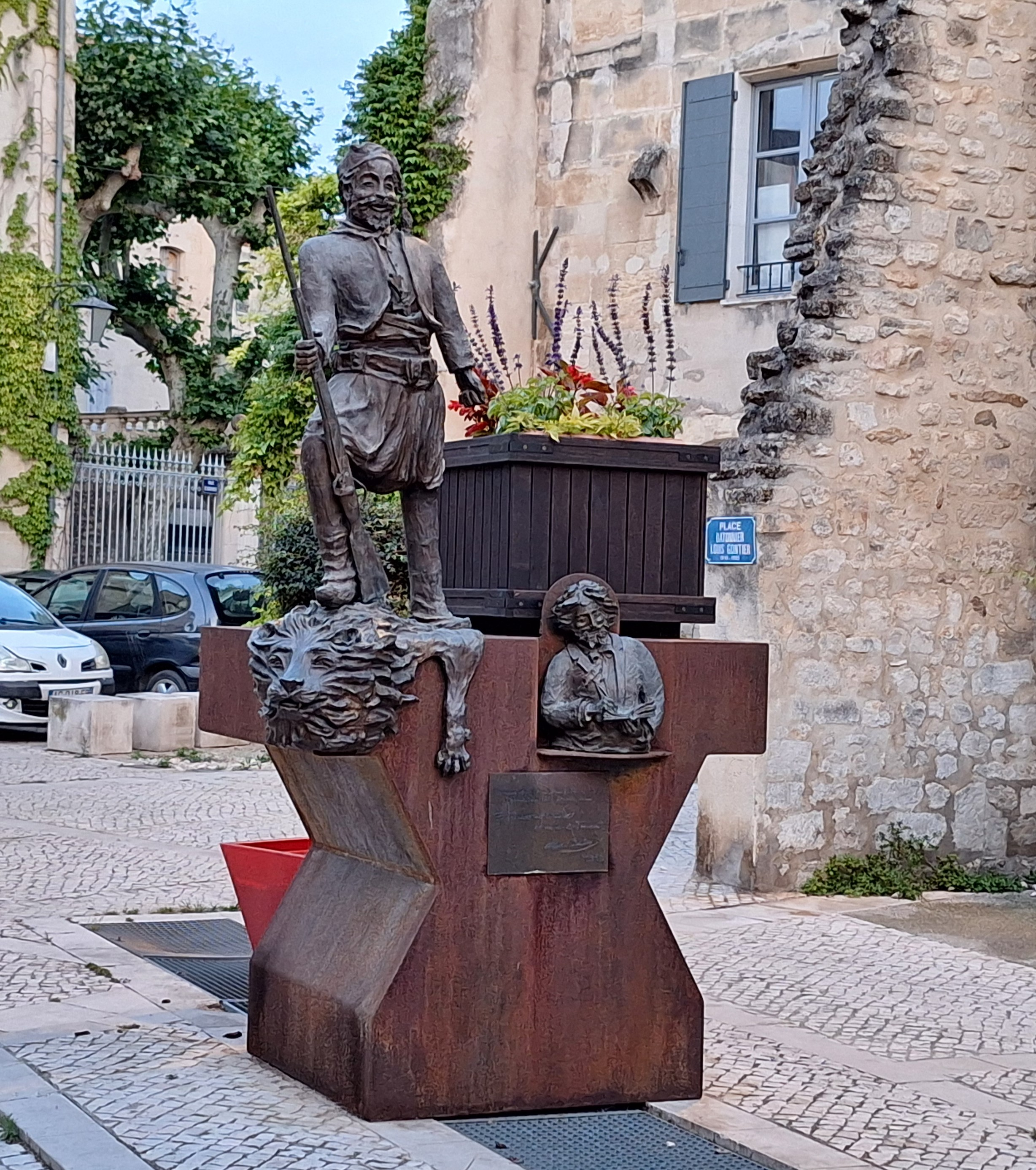
Tartarin de Tarascon

In der Rue des Halles in Tarascon steht eine Skulptur des Tartarin de Tarascon, die ihn mit dem erlegten Löwen zeigt. Auf ihr ist auch Alphonse Daudet dargestellt, dem das Schreiben der Geschichten offenbar sichtlich Vergnügen bereitet.

## Werke
- Les Amoureuses (1858)
- La Double Conversion (1859)
- Lettres de mon moulin, Erzählungen (1866; dt. Briefe aus meiner Mühle, 1879) E-Buch: Originalsprache, deutsche Übersetzung
- Le Petit Chose, Roman (1868; dt. Der kleine (Herr) Dingsda, 1877)
- Aventures prodigieuses de Tartarin de Tarascon, Roman (1872; dt. Die wundersamen Abenteuer des Tartarin von Tarascon, 1882) E-Buch: Originalsprache, deutsche Übersetzung
- L’Arlésienne, Schauspiel (1872)
- Fromont jeune et Risler aîné, Roman (1874; dt. Fromont junior und Risler senior, Stuttgart 1887)
- Contes du Lundi, Erzählsammlung (1875; dt. Montagsgeschichten, 1880)
- Jack, Roman (1876; deutsch 2023 unter demselben Titel von Caroline Vollmann)[9]
- Le Nabab, Roman (1877; dt. Der Nabob, Stuttgart 1888)
- Le Char, Opernlibretto (1878, zusammen mit Paul Arène)
- Les Rois en exil, Roman (1879; dt. Die Könige im Exil, Stuttgart 1890; 1925 als Ein König im Exil verfilmt)
- Numa Roumestan, Roman (1881; dt. Numa Roumestan, Stuttgart 1889)
- L’Évangéliste, Roman Dentu, 1883
- Sappho, Roman (1884; dt. Sappho, Pariser Sittenbild, 1884)
- Tartarin sur les Alpes (1885)
- La Belle Nivernaise (1886)
- Trente ans de Paris (1887)
- La Doulou (1887–1895; dt. Im Land der Schmerzen, Bremen 2003 und Neuausgabe 2022 im Alexander Verlag Berlin).[A 2]
- Souvenirs d’un homme de lettres (1888)
- L’Immortel, Roman (1888; dt. Der Unsterbliche, Stuttgart 1888)
- Port-Tarascon. Dernières Aventures de l’illustre Tartarin (1890)
- Rose et Ninette, Roman (dt. Rosa und Ninette) Flammarion, 1892
- La Petite Paroisse, Roman Lemerre, 1895
- Le Trésor d’Arlatan, Roman Charpentier et Fasquelle, 1897
- Les Femmes d’artistes (dt. Adolf Gerstmann: Künstler-Ehen. Pariser Skizzen, Leipzig 1884)
- Le Soutien de famille (1898) (dt. Die Stütze der Familie, Stuttgart/Leipzig um 1919)

## Übersetzungen
- Briefe aus meiner Mühle. Reclam-Verlag, Stuttgart 1999, ISBN 3-15-003227-X.
- Meistererzählungen. Manesse-Verlag, Zürich 1959, ISBN 3-7175-1088-6.
- Sappho: Ein Pariser Sittenbild. Ullstein, Frankfurt am Main / Berlin 1992, ISBN 3-548-30291-2.
- Im Land der Schmerzen. Eingeleitet und kommentiert von Julian Barnes. Alexander Verlag Berlin, Berlin 2022, ISBN 978-3-89581-571-3.
- Jack. Sitten der Zeit. Übersetzt von Caroline Vollmann. Die Andere Bibliothek, Berlin 2022, ISBN 978-3-8477-0455-3.